# Bíborhomlokú pirók
A bíborhomlokú pirók (Carpodacus subhimachalus) a madarak osztályának verébalakúak (Passeriformes) rendjébe és a pintyfélék (Fringillidae) családjába tartozó faj.

## Rendszerezése
A fajt Brian Houghton Hodgson angol zoológus és ornitológus írta le 1836-ban, a Corythus nembe Corythus subhimachalus néven. Sorolták a Pinicola nembe Pinicola subhimachalus vagy Pinicola subhimachala néven is.

## Előfordulása
Bhután, Kína, India, Mianmar és Nepál területén honos. Természetes élőhelyei a mérsékelt övi erdők, szubtrópusi vagy trópusi magassági bozótosok. Magassági vonuló.

## Megjelenése
Testhossza 20 centiméter, testtömege 44–50 gramm.
|  |

## Természetvédelmi helyzete
Az elterjedési területe rendkívül nagy, egyedszáma pedig stabil. A Természetvédelmi Világszövetség Vörös listáján nem fenyegetett fajként szerepel.